# Ferdinand Matthias von Nagel
Ferdinand Matthias von Nagel (* 6. März 1679; † 5. Dezember 1733 in Hildesheim) war Amtsdroste in Steinbrück sowie Domherr in Hildesheim.

## Leben

### Herkunft und Familie
Ferdinand Matthias von Nagel wuchs als Sohn des Dietrich Hermann von Nagel und seiner Gemahlin Maria Klara von Billerbeck zu Egelborg (1644–1701) zusammen mit seinen Geschwistern Franz Adolf, Ferdinand Ignaz und Maria Elisabeth (* 1681, ⚭ Johann Bertraud von Etzbach) sowie seinen Halbbrüdern Christoph Bernhard und Georg Levin in der uralten westfälischen Adelsfamilie von Nagel auf.

### Werdegang und Wirken
Am 20. März 1696 erhielt Ferdinand Matthias mit päpstlichem Zuspruch eine Dompräbende in Hildesheim. Die Ernennung zum Amtsdrosten von Steinbrück fiel in das Jahr 1709. Vier Jahre später erhielt er das Archidiakonat Hildesheim. Der Domherr Franz Roetger von Ketteler verwickelte ihn im Jahre 1714 in eine Schlägerei, in deren Folge der Herausforderer von Ketteler nach einem Sturz, ausgelöst durch Nagels Schlag, verstarb. Ferdinand Matthias wurde 1715 mit dem Amt des Domküsters betraut.